# Горигляди
Горигля́ди — село в Україні, у Коропецькій селищній громаді Чортківського району Тернопільської області. Розташоване на лівому березі річки Дністер, на півдні району. До 2020 центр сільської ради. Населення — 1 220 осіб (2020).

## Історія
На околицях села виявлено поселення трипільської культури. Матеріали зберігаються в Львівському історичному музеї.
Перша писемна згадка — 1421, згідно зі «Збором документів Малопольських» (1975).
Згадується 27 червня 1440 року у протоколах галицького суду.
У податковому реєстрі 1515 року в селі документується 4 лани (близько 100 га) оброблюваної землі.
До 1800 до села належали хутори Березина, Думка, Одаї, Суходіл (нині населені пункти Івано-Франківської області).
У дорадянський період діяло товариство «Просвіта».
У 1934—1939 рр. село входило до об'єднаної сільської ґміни Олєша Тлумацького повіту.
У 1939 році в селі проживало 1 860 мешканців, з них 1 560 українців-грекокатоликів, 275 українців-римокатоликів, 10 поляків і 15 євреїв
До 1957 село належало до Тлумацького району Станіславської (нині — Івано-Франківської) області.
Протягом 1962–1966 село належало до Бучацького району. Після ліквідації Монастириського району 19 липня 2020 року село увійшло до Чортківського району.

## Політика

### Парламентські вибори, 2019
На позачергових парламентських виборах 2019 року у селі функціонувала окрема виборча дільниця № 610687, розташована у приміщенні будинку культури.
Результати
- зареєстровано 782 виборці, явка 38,62 %, найбільше голосів віддано за «Слугу народу» — 27,00 %, за Всеукраїнське об'єднання «Батьківщина» — 15,00 %, за «Європейську Солідарність» — 14,00 %.[7] В одномандатному окрузі найбільше голосів отримав Микола Люшняк (самовисування) — 26,76 %, за Ігоря Сопеля (Слуга народу) — 16,05 %, за Аллу Стечишин (самовисування) — 14,05 %[8].

## Символіка
Затверджена 19 серпня 2004 р. рішенням XIX сесії селищної ради IV скликання.
Автор — С. Ткачов.

### Герб
В синьому щиті — срібна підкова шипами донизу, у якій золотий лапчастий хрест, супроводжувана згори меншим золотим лапчастим хрестом, внизу — п'ятьма золотими нитяними стовпами, вершини яких утворюють півколо дугою донизу. Автор — Сергій Ткачов.
Основа композиції — герб власника села XVII ст. «Люба» або «Любич». Підкова стилізована під Дністер, який омиває Горигляди. Хрест над підковою символізує село Одаї, яке розташоване на високому березі річки і підпорядковано материнській церкві в Гориглядах. Золоті стовпи — символ ланів. Внизу хреста вони окреслюють овал у формі писанки — «село мов писанка».

### Прапор
Квадратне полотнище; на синьому тлі біла підкова шипами донизу, у якій жовтий лапчастий хрест, супроводжувана вгорі меншим жовтим лапчастим хрестом, внизу — п'ятьма жовтими нитяними стовпами, вершини яких утворюють півколо дугою донизу.

## Релігія
- церква Святого Онуфрія (1820, дерев'яна, УГКЦ)[10],
- «Зал Царства» Свідків Єгови.

## Пам'ятники
- насипано символічну могилу Борцям за волю України (1991),
- пам'ятник Івану Дворському[d] (1965; скульптор А. Мацієвський).

## Соціальна сфера
Діють загальноосвітня школа І-ІІ ступенів, Будинок культури, бібліотека, ФАП, відділення зв'язку, ПАП «Горигляди» та ТзОВ «Гарант».

## Відомі люди

### Народилися
- Левицький Лев Йосипович (1863—1929) — український греко-католицький священник, громадський діяч.
- Дворський Іван Іванович (1919—1945) — український радянський вояк, навідник станкового кулемету 801-го стрілецького полку 235-ї стрілецької дивізії (43-я армія, 3-й Білоруський фронт). Герой Радянського Союзу (1945, посмертно).
- Гап'юк Ярослав Федорович (1948—2016) — український педагог, науковець, видавець, громадський діяч.
- Тишко Святослав Михайлович (1978—2024) — український військовик, учасник російсько-української війни[11][12].
- Куриляк Андрій Михайлович (1984—2024) — український військовик, учасник російсько-української війни[13].
- Коропецький Ігор Іванович (1994—2023) — український військовик, учасник російсько-української війни[14].
- Медведєв Вадим Володимирович (2001—2023) — український військовик, учасник російсько-української війни[15].

- Герой соціалістичної праці Павліна Дворська.
- художники-керамісти М. Рйопка, Г. і М. Трушики.

### Пов'язані
- Горбатий Геннадій Іванович — український живописець[16].

## Галерея

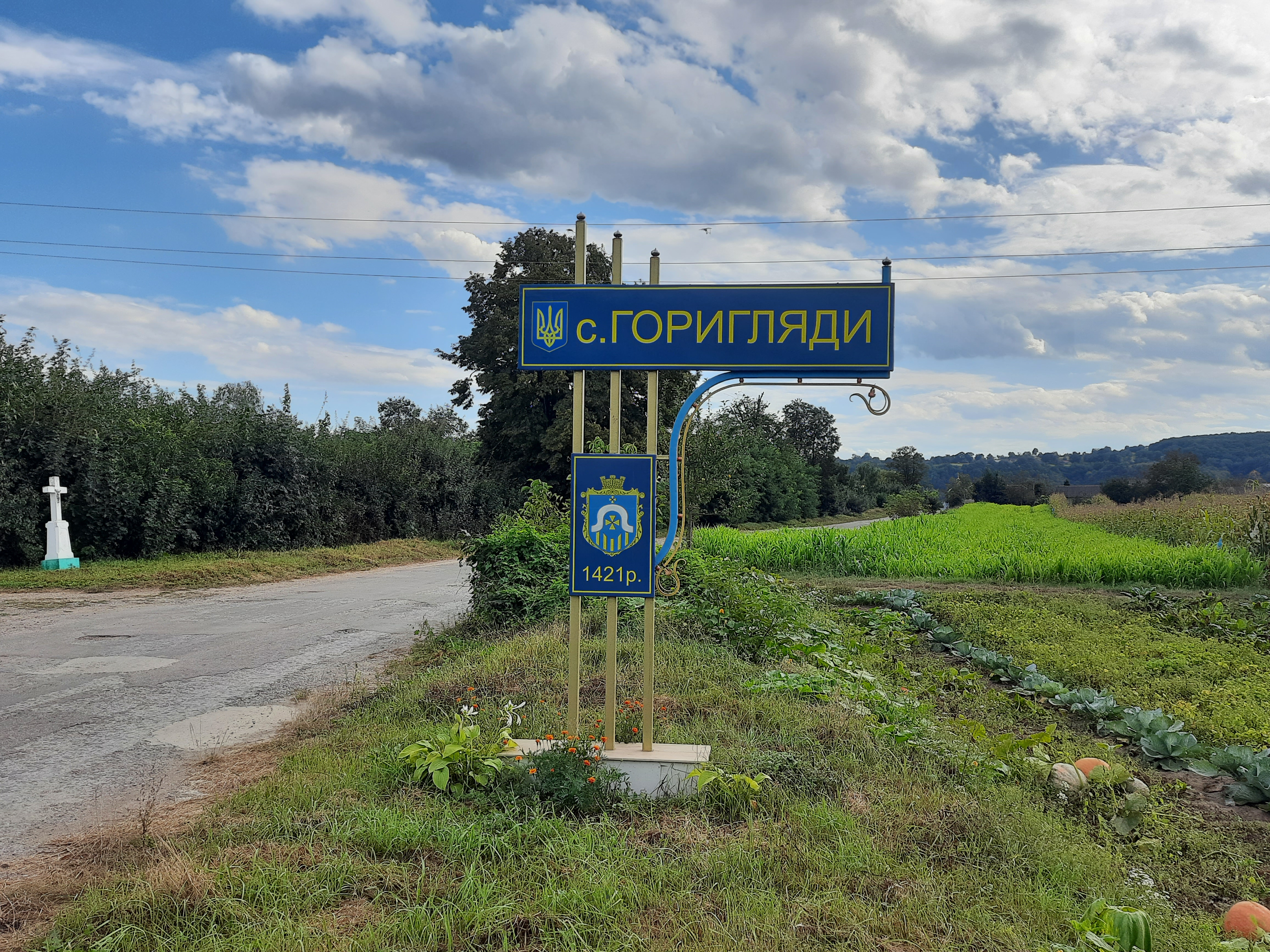
Знак при в'їзді в село
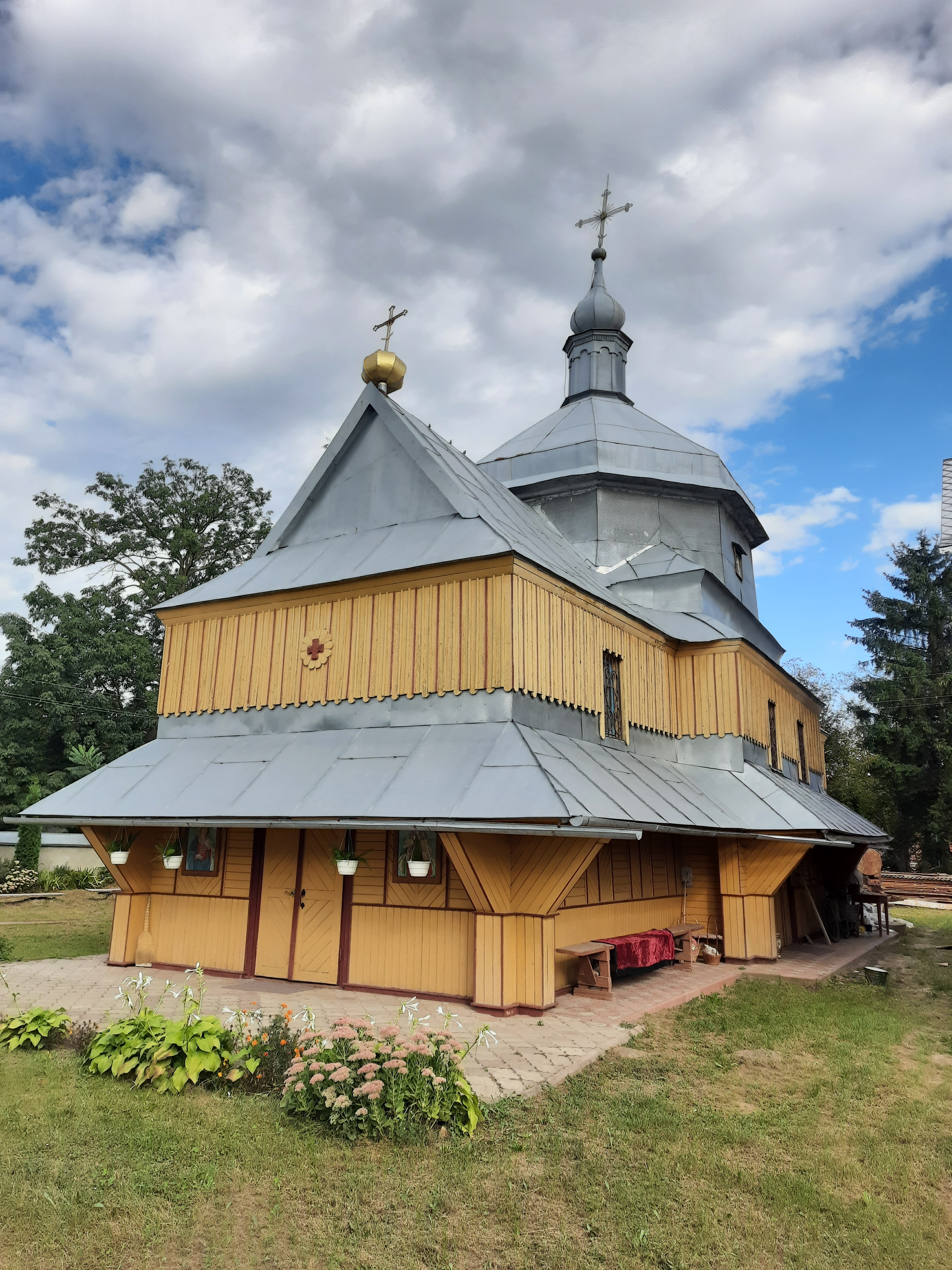
Церква Преподобного Онуфрія (1820)
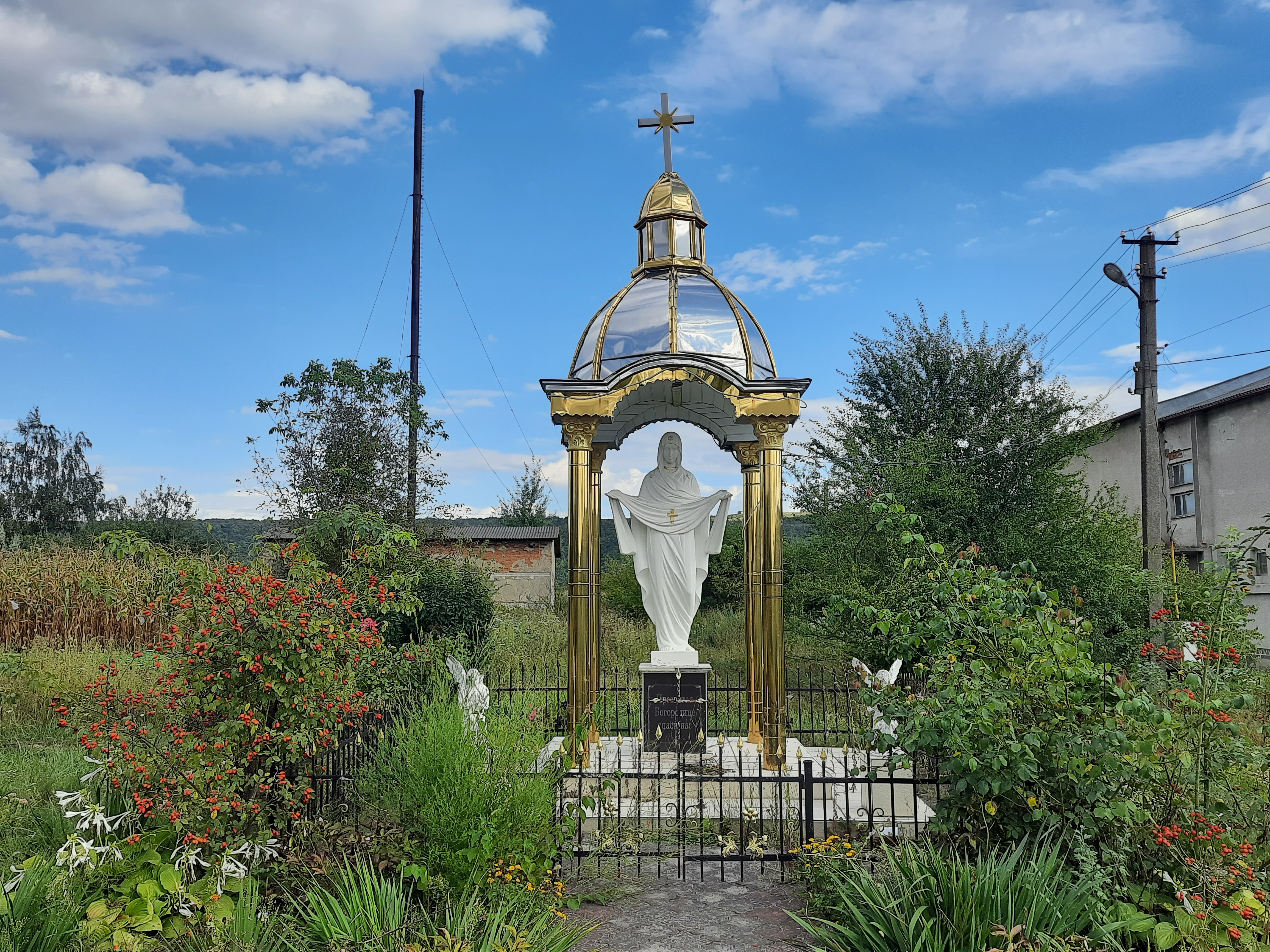
Статуя Божої Матер
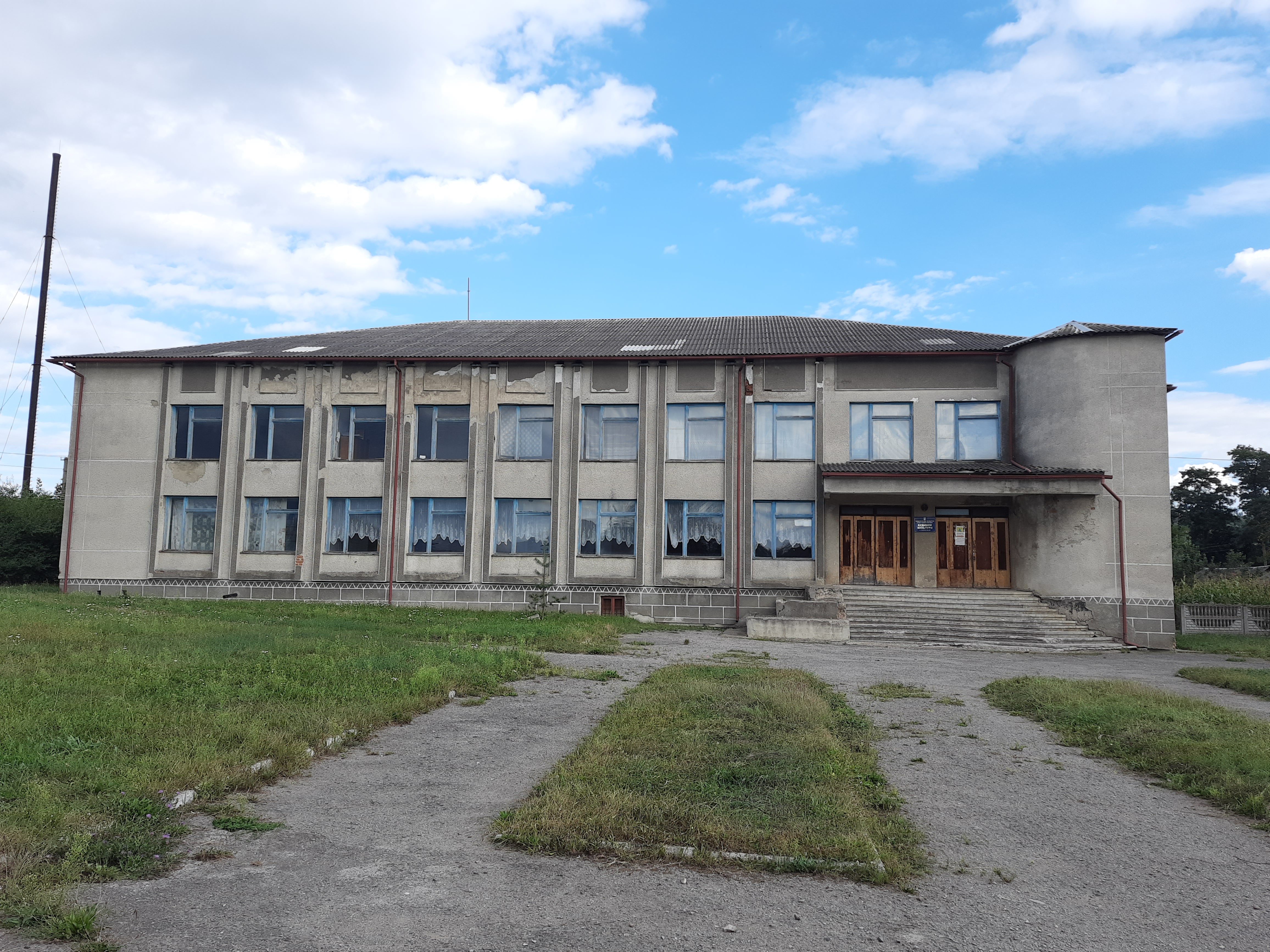
Клуб
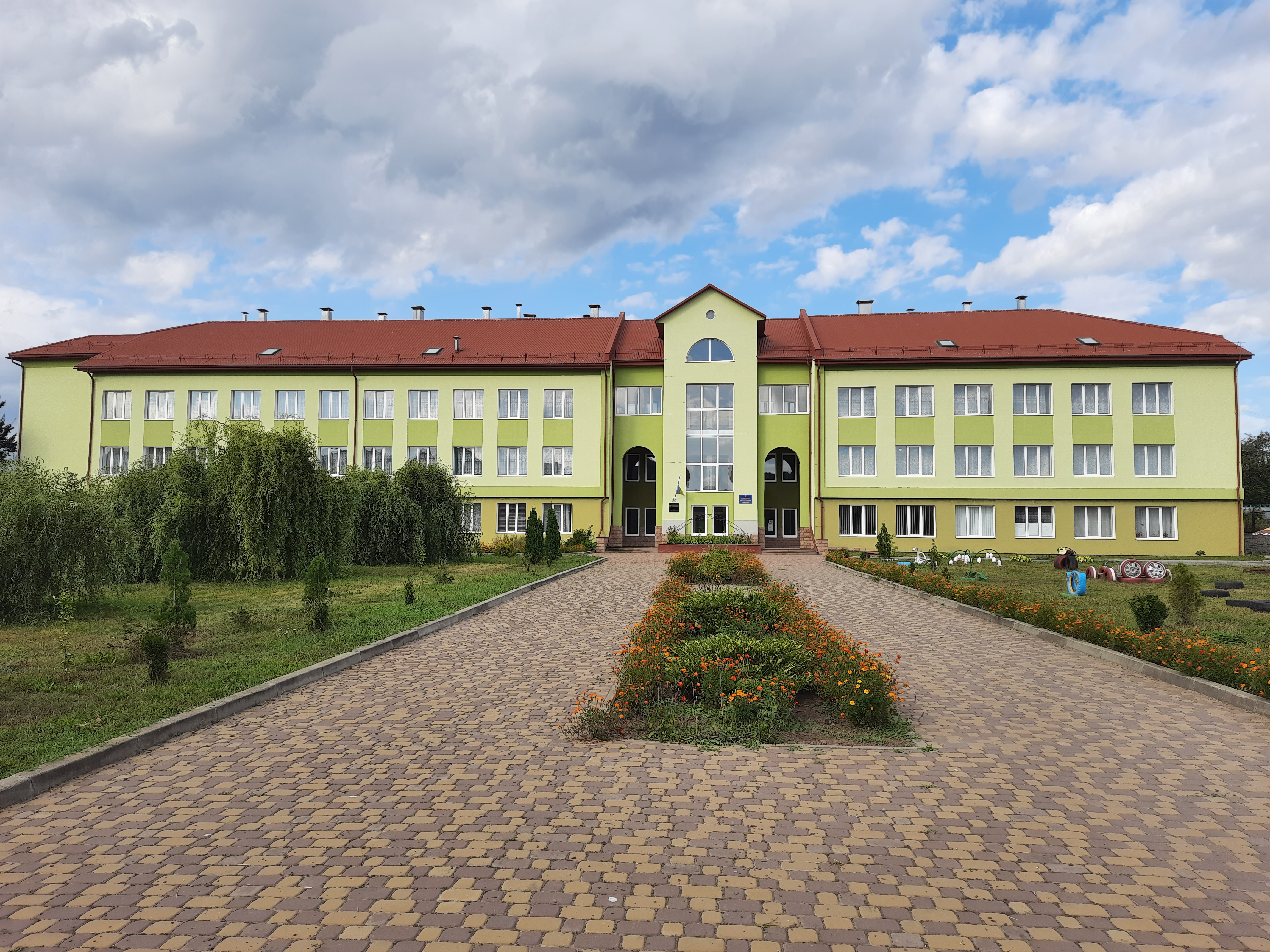
Школа